# Maurice Fellous
Maurice Fellous (París, 3 d'agost de 1925 - Houdan, 26 d'abril de 2015) és un director de fotografia francès, germà del càmera de cinema Roger Fellous (1919-2006), conegut per la seva col·laboració amb Georges Lautner.

## Biografia
Maurice Fellous va treballar com a mecànic de càmera als estudis de Saint-Maurice (Val-de-Marne) entre 1946 i 1948, mentre va assistir a classes nocturnes a l'Institut Des Hautes Études Cinématographiques (IDHEC). El 1948, gràcies al productor Robert Sussfeld, fou assistent de l'operador en cap Roger Dormoy.
En els anys 1950 fou càmera del seu germà Roger Fellous, director de fotografia de pel·lícules dirigides per Jacques Daniel-Norman, Dimitri Kirsanoff, Pierre Gaspard-Huit, Claude Boissol…
"Une fée pas comme les autres", realitzat per Jean Tourane, és el primer llargmetratge on Maurice Fellous signa la llum. Aquesta pel·lícula de ficció es realitza completament amb animals en decorats d'estudi.
El començament dels anys seixanta va suposar un punt d'inflexió en la carrera de Maurice Fellous. Amb Guy Tabary va signar la direcció de fotografia per la pel·lícula "Le Voyage en ballon" d'Albert Lamorisse. A Espanya, la pel·lícula va rebre el premi Sant Jordi de cinematografia a la millor fotografia d'una pel·lícula estrangera.
Al mateix temps, treballava a la tercera pel·lícula de Georges Lautner, "Arrêtez les tambours", un film pacifista sobre la Segona Guerra Mundial. Va ser l'inici d'una llarga col·laboració entre els dos homes: fins al 1976, Maurice Fellous va ser el director de fotografia designat per a Georges Lautner en 23 llargmetratges.
Maurice Fellous va fotografiar Mireille Darc a 15 llargmetratges. També va treballar per André Cayatte a "Mourir d'aimer", "Il n'y a pas de fumée sans feu" i "A chacun son enfer", interpretades per Annie Girardot.
El seu darrer llargmetratge fou un documental sobre François Truffaut.

## Filmografia

### Cameraman
- 1954: Tourments, de Jacques Daniel-Norman, fotografia de Roger Fellous
- 1955: Le Crâneur, de Dimitri Kirsanoff, fotografia de Roger Fellous
- 1956: Ce soir les jupons volent, de Dimitri Kirsanoff, fotografia de Roger Fellous
- 1957: Les Lavandières du Portugal, de Pierre Gaspard-Huit i Ramón Torrado, fotografia de Roger Fellous
- 1957: Quelle sacrée soirée, de Robert Vernay, fotografia de Roger Fellous
- 1959: Julie la rousse, de Claude Boissol, fotografia de Roger Fellous

### Director de la fotografia - Cinema
- 1956: Une fée pas comme les autres, de Jean Tourane
- 1960: Le Voyage en ballon, d'Albert Lamorisse
- 1960: Arrêtez les tambours, de Georges Lautner
- 1961: Le Monocle noir, de Georges Lautner
- 1962: En plein cirage, de Georges Lautner
- 1962: Le Septième Juré, de Georges Lautner
- 1962: Le Scorpion, de Serge Hanin
- 1962: L'Œil du monocle, de Georges Lautner
- 1963: Les Tontons flingueurs, de Georges Lautner
- 1964: Des pissenlits par la racine, de Georges Lautner
- 1964: Le Monocle rit jaune, de Georges Lautner
- 1964: Les Barbouzes, de Georges Lautner
- 1965: Fifi la plume, d'Albert Lamorisse
- 1965: Les Bons Vivants, de Georges Lautner
- 1966: Fruits amers, de Jacqueline Audry
- 1966: Galia, de Georges Lautner
- 1966: Ne nous fâchons pas, de Georges Lautner
- 1967: La Grande Sauterelle, de Georges Lautner
- 1967: Jerk à Istanbul, de Francis Rigaud
- 1967: Fleur d'oseille, de Georges Lautner
- 1968: Trois filles vers le soleil, de Roger Fellous
- 1968: Le Pacha, de Georges Lautner
- 1970: La Route de Salina, de Georges Lautner
- 1971: Il était une fois un flic, de Georges Lautner
- 1971: Mourir d'aimer, d'André Cayatte
- 1971: Laisse aller... c'est une valse, de Georges Lautner
- 1973: Quelques messieurs trop tranquilles, de Georges Lautner
- 1973: Il n'y a pas de fumée sans feu, d'André Cayatte
- 1973: La Valise, de Georges Lautner
- 1974: OK patron, de Claude Vital
- 1974: Comment réussir quand on est con et pleurnichard, de Michel Audiard
- 1974: Les Seins de glace, de Georges Lautner
- 1975: L'Arrestation, de Raphaël Rebibo
- 1975: Pas de problème !, de Georges Lautner
- 1976: On aura tout vu !, de Georges Lautner
- 1976: Le Chasseur de chez Maxim's, de Claude Vital
- 1977: L'Homme pressé, d'Édouard Molinaro
- 1977: À chacun son enfer, d'André Cayatte
- 1978: Les Grands Moyens, de Hubert Cornfield
- 1979: Mais qu'est-ce que j'ai fait au bon Dieu pour avoir une femme qui boit dans les cafés avec les hommes ?, de Jan Saint-Hamont
- 1982: Si elle dit oui... je ne dis pas non, de Claude Vital
- 1983: Sandy, de Michel Nerval
- 1983: Flics de choc, de Jean-Pierre Desagnat
- 1984:  Canevas la ville, de Charles Dubois
- 1984:  Edut me'ones, de Raphaël Rebibo
- 1986:  The Secrets of love, de Harry Kümel
- 1988: Les Prédateurs de la nuit, de Jess Franco
- 1991: Lapsus, curtmetratge de Cyril Huot et Jérôme Soubeyrand
- 1993: François Truffaut : portraits volés, de Michel Pascal i Serge Toubiana
- 2001: Qui cherche trouve, curtmetratge de Jérôme Soubeyrand

### Directeur de la fotografia - Televisió
- 1968: Wien nach Noten, Vienne en Musique (telefilm), de Heinz Liesendahl
- 1973: Le Temps de vivre, le temps d'aimer (telenovel·la), de Louis Grospierre
- 1978: Le Temps d'une république (telenovel·la), episodi De guerre lasse, de Louis Grospierre
- 1980: Les Mystères de Paris (telenovel·la), d'André Michel
- 1981: Les Héritiers (sèrie), episodi Les Brus, de Juan Luis Buñuel
- 1982: L' Enfant et les magiciens (telefilm), de Philippe Arnal
- 1983: Zone rouge (telefilm), de Robert Valey
- 1984: Barbra à La Une, amb Barbra Streisand i Sacha Distel, de Pierre Fournier-Bidoz
- 1986: sèrie rose, episodis de Michel Boisrond, Juan Luis Buñuel, Maurice Fasquel, Harry Kümel, Alain Schwartzstein
- 1987: Deux locataires pour l'Élysée (telefilm), de Eric Le Hung
- 1992: Ute Lemper chante Kurt Weill, de Jean-Pierre Barizien
- 1994: L'Homme de mes rêves (telefilm), de Georges Lautner
- 1995: Cluedo (sèrie), episodi La Chute d'une petite reine, de Stéphane Bertin
- 2000: Scénarios sur la drogue (sèrie), episodi Le Bistrot, de Georges Lautner